# Richard Newby
Richard Mark Newby (né le 14 février 1953), connu populairement sous le nom de Dick Newby, est un homme politique britannique, qui est le chef des libéraux démocrates à la Chambre des lords  depuis septembre 2016. Il est whip en chef adjoint du gouvernement à la Chambre des lords, capitaine des Yeomen of the Guard entre 2012 et 2015, et whip en chef des libéraux démocrates à la Chambre des lords de 2012 à 2016.

## Jeunesse, éducation et carrière
Fils de Frank et Kathleen Newby, il fait ses études à la Rothwell Grammar School dans le village de Lofthouse dans le West Yorkshire, puis au St Catherine's College de l'Université d'Oxford, où il obtient un baccalauréat ès arts en philosophie, politique et économie. en 1974 et une maîtrise ès arts.
À sa sortie de l'université, Newby rejoint HM Customs and Excise où il devient principal chargé de la coordination budgétaire en 1980. Après son adhésion au SDP, il est directeur des affaires corporatives chez Rosehaugh plc, à l'époque un important promoteur immobilier. Il est ensuite consultant en responsabilité sociale des entreprises.
Newby travaille beaucoup sur des programmes utilisant le pouvoir du sport pour motiver et éduquer les enfants et les jeunes. Il est responsable du sport au Prince's Trust (1997-2012), président de International Development Through Sport (une organisation caritative britannique du sport) et président de Sport for Life International, dont il reste le patron.

## Carrière politique
Newby est secrétaire de la commission parlementaire du Parti social-démocrate en 1981, David Owen le décrit comme «un jeune fonctionnaire capable qui a démissionné pour venir travailler pour nous», et secrétaire national du SDP de 1983 à 1988. Il a des ambitions parlementaires cherchant la candidature pour Twickenham, défiant Vince Cable, en 1997 . De 1999 à 2006, Newby est chef de cabinet de Charles Kennedy. Il joue un rôle déterminant dans le processus de gestion de la succession des dirigeants de Kennedy à Menzies Campbell ,.
Il est nommé Officier de l'Ordre de l'Empire britannique (OBE) dans les honneurs du Nouvel An 1990 et est créé pair à vie avec le titre de baron Newby, de Rothwell dans le comté de West Yorkshire le 25 septembre 1997.
Début mai 2012, Lord Newby est nommé whip en chef des libéraux démocrates à la Chambre des lords, et en même temps, whip en chef adjoint du gouvernement à la Chambre des lords et capitaine des Yeomen of the Guard. En septembre 2012, il est nommé porte Trésor à la Chambre des lords. En septembre 2016, il est élu chef des libéraux démocrates à la Chambre des lords en remplacement de Jim Wallace.

## Vie privée
Lord Newby est marié depuis 1978 à Ailsa Ballantyne Newby (née Thomson, maintenant prêtre et chanoine résidente de la Cathédrale de Ripon); ils ont deux fils. 